# Pilotrichopsis dentata
Pilotrichopsis dentata är en bladmossart som beskrevs av Bescherelle 1899. Pilotrichopsis dentata ingår i släktet Pilotrichopsis och familjen Cryphaeaceae. Inga underarter finns listade i Catalogue of Life.